# جامع باب الأحمر
جامع باب الأحمر هو الاسم الحديث لجامع أوغلبك نسبة لمنشئه الأمير المملوكي عثمان بن أحمد أغلبك والذي أنشئه عام 885 هـ الموافق 1480 م يقع المسجد في محلة أوغلبك والتي تعرف باسم محلة باب الأحمر.
تعتبر واجهته المزينة بالنقوش الحجرية ومئذنته القصيرة أهم معالمه.